# The Winner Takes It All
Singles de ABBA
As Good as New
(1979) On and On and On
(1980)
Pistes de Super Trouper
Super Trouper On and On and On
The Winner Takes It All est une chanson pop du groupe ABBA. Elle est le premier single de l'album Super Trouper d'ABBA et est sortie le 21 juillet 1980. C'est une ballade parlant de la fin d'une histoire d'amour. Le single sur la face B est la piste Elaine.
Adapté en français par Mireille Mathieu sous le titre Bravo tu as gagné, la chanson parvient à connaître le succès dans plusieurs pays et à être classée hors de la francophonie.

## Histoire
The Winner Takes It All, à l'origine The Story of My Life, a été écrite par Björn Ulvaeus et Benny Andersson, et chantée principalement par Agnetha Fältskog. Les paroles de la chanson reflètent le divorce de Björn et Agnetha en 1979, de façon similaire à la chanson When All Is Said and Done, qui détaille, quant à elle, le divorce de Anni-Frid Lyngstad et Benny Andersson.
Björn Ulvaeus nie ce lien entre son propre divorce et la chanson, il dit que la chanson raconte « l'expérience d'un divorce mais c'est de la fiction. Il n'y avait pas de vainqueur ou de perdant dans notre cas. Beaucoup de personnes croient que c'est tiré de la réalité, mais c'est faux. »
Dans un sondage datant de 1999 pour Channel Five, The Winner Takes It All a été élue la chanson d'ABBA préférée en Grande-Bretagne. Ce succès a été répété en 2010 dans un sondage pour ITV. Dans un sondage en 2006 pour Channel 5, la chanson a été élue comme la chanson préférée de Grande-Bretagne parlant de séparation.

## Clip vidéo
Un clip vidéo pour promouvoir la chanson a été tourné en juillet 1980.

## Réception
The Winner Takes It All a été un nouveau succès d'ABBA. La chanson a été numéro 1 dans les charts en Belgique (où elle est restée pendant deux mois), au Royaume-Uni, en Irlande, aux Pays-Bas, en Australie et en Afrique du Sud, tout en atteignant le Top 10 à d'autres endroits dans le monde. Aux États-Unis, le titre a atteint la huitième place au classement Billboard Hot 100, devenant le quatrième et dernier single d'ABBA à atteindre le Top 10 Américain, et étant aussi le second simple d'ABBA à être numéro 1 dans le Billboard (après Fernando). The Winner Takes It All a aussi été un hit au Brésil : la chanson a été incluse en 1980 dans la bande originale d'un soap opéra, appelé Coração Alado (Cœur ailé), en tant que thème principal.
The Winner Takes It All fait aussi partie de la comédie musicale et du film inspirés des chansons d'ABBA, Mamma Mia !. Dans le film, elle est chantée par Meryl Streep.
La version française de Mireille Mathieu parvient à entrer dans le Top10 des ventes françaises ainsi que dans les classements suédois et québécois. En France, le single se vend à plus de 200 000 exemplaires.

## Classements hebdomadaires

### Version d'ABBA
| Pays (1980)      | Meilleure position |
| ---------------- | ------------------ |
| Australie        | 7                  |
| Autriche         | 3                  |
| Belgique         | 1                  |
| Royaume-Uni      | 1                  |
| Canada           | 10                 |
| Pays-Bas         | 1                  |
| Finlande         | 2                  |
| France           | 7                  |
| Allemagne        | 4                  |
| Irlande          | 1                  |
| Italie           | 7                  |
| Japon            | 33                 |
| Nouvelle-Zélande | 16                 |
| Norvège          | 3                  |
| Afrique du Sud   | 1                  |
| Espagne          | 10                 |
| Suède            | 2                  |
| Suisse           | 3                  |
| États-Unis       | 8                  |
| Zimbabwe         | 4                  |

### Version de Mireille Mathieu
| Pays (1981) | Meilleur classement |
| ----------- | ------------------- |
| France      | 10                  |
| Suède       | 14                  |
| Québec      | 23                  |

## Dans la culture
Sauf indication contraire ou complémentaire, les informations mentionnées dans cette section proviennent du générique de fin de l'œuvre audiovisuelle présentée ici.
- Le chanteur et musicien Suédois Tommy Körberg a exécuté la chanson dans plusieurs représentations en live.
- La chanteuse australienne Tina Arena a chanté The Winner Takes It All en live pendant la tournée de 2006 de Night of the Proms.
- la chanteuse américaine Faith Hill a repris la chanson dans sa tournée Soul2Soul 2007.
- La chanson est chantée dans le second acte de la comédie musicale Mamma Mia ! par le personnage de Donna. Dans le contexte de la comédie musicale, la chanson est chantée quand Donna dit combien elle aime Sam, mais elle ne peut pas pardonner complètement ce qu'il a fait. Pensant de plus qu'il est toujours marié, elle dit « rules must be obeyed » (« Les règles doivent être respectées »), montrant qu'elle ne pourrait pas être avec un homme marié.
- La chanson a été chantée dans la saison 6 de Australian Idol (la version australienne de La Nouvelle Star par Thanh Bui pendant la semaine ABBA.
- Arianna Afsar a chanté cette chanson pendant la saison 8 de American Idol.
- La chaîne américaine CBS Sports a utilisé cette chanson au moment du générique de fin du Super Bowl XVI.
- La chanteuse française Mireille Mathieu a fait une reprise de cette chanson en français sous le nom de Bravo tu as gagné en 1981. Les membres d'ABBA (moins Agnetha Fältskog) l'accompagnent dans les chœurs.
- En 1980, la chanteuse tchèque Helena Vondráčková reprend le titre dans une version tchèque nommée A ty se ptáš, co já.
- En 1980, la chanteuse allemande Marianne Rosenberg reprend le titre dans une version allemande nommée Nur sieger stehn im licht.
- En 1980, la chanteuse québécoise Michèle Richard reprend le titre dans une version francophone nommée Qui a gagné, qui a perdu.
- En 1980, la chanteuse paraguayenne-brésilienne Perla (en) reprend le titre dans une version portugaise nomée O jogo já acabou.
- En 1981, la chanteuse turque Şehrazat reprend le titre dans une version turque nommée Aşk bir kumarsa.
- En 1981, la chanteuse italienne Wilma Goich reprend le titre dans une version italienne nommée Allora prendi e vai.
- En 1982, le groupe roumain Grupul 5T reprend le titre dans une version roumaine nommée "Cîștigătorul ia totul".
- En 1984, la chanteuse japonaise Mao Daichi reprend le titre dans une version japonaise nommée "ゆるやかに愛が".
- En 2001, la chanson fut reprise par Hannah Fury.
- En 2006, une adaptation française de la chanson est nettement audible dans le long métrage Célibataires, dans la scène de la discothèque. Elle est intitulée Bravo, tu as gagné, et est interprétée par Mireille Mathieu.
- La chanson est reprise le 14 avril 2012 par Blandine Aggery, candidate de l'émission The Voice, la plus belle voix (saison 1).
- Dans la série Better Call Saul, lors d'un flash back dans l'épisode 10 (final) de la saison 4, Jimmy et Chuck chantent ce titre ensemble lors d'un karaoké.
- En 2018, la chanson est reprise par Cher sur son album Dancing Queen.
- En 2021, la chanson est interprétée par Carla Bruni ainsi que par Clara Luciani.
- En 2024 dans le premier épisode de la web-série Samuel distribuée par ARTE France